# Melito Irpino
Melito Irpino ist eine italienische Gemeinde mit 1780 Einwohnern (Stand 31. Dezember 2023) in der Provinz Avellino in der Region Kampanien.

## Geografie
Die Nachbargemeinden sind Apice (BN), Ariano Irpino, Bonito, Grottaminarda. Die Ortsteile lauten Cozza, Fontana del Bosco und Incoronata.